# Danh sách đĩa nhạc của Aespa
Aespa là một nhóm nhạc nữ Hàn Quốc do SM Entertainment thành lập và quản lý vào năm 2020. Trong suốt sự nghiệp, nhóm đã phát hành một album phòng thu, năm mini-album, mười sáu đĩa đơn, hai đĩa đơn quảng bá và năm nhạc phim.
Nhóm ra mắt vào ngày 17 tháng 11 năm 2020 với đĩa đơn "Black Mamba". Đĩa đơn trở lại đầu tiên của nhóm "Next Level" được phát hành vào tháng 5 năm 2021 và đạt được sự thành công thương mại rộng rãi, đạt vị trí thứ hai trên Circle Digital Chart và K-pop Hot 100. Tháng 10 năm 2021, nhóm phát hành EP đầu tiên Savage cùng với đĩa đơn cùng tên. EP đã bán được 787.600 bản và là bản phát hành đầu tay bán chạy nhất của SM Entertainment vào thời điểm đó. Đĩa đơn chủ đạo "Savage" cũng trở thành bản hit thứ hai trong top 5 những bản hit của Aespa tại Hàn Quốc và là bản hit đầu tiên lọt vào top 40 của Billboard Global 200.
Tháng 7 năm 2022, nhóm phát hành EP thứ hai Girls, bán được 1.844.376 bản, đứng vị trí thứ ba trên bảng xếp hạng Billboard 200. Aespa comeback vào tháng 5 năm 2023 với EP thứ ba My World, thu được 1,8 triệu đơn đặt hàng trước và bán được 1.372.929 triệu bản trong ngày đầu tiên, trở thành album có lượng doanh thu ngày đầu cao nhất của một nhóm nhạc nữ K-pop.

## Album phòng thu
| Tựa đề     | Thông tin chi tiết                                                                                 | Thứ hạng cao nhất | Thứ hạng cao nhất | Thứ hạng cao nhất | Thứ hạng cao nhất | Thứ hạng cao nhất | Thứ hạng cao nhất | Thứ hạng cao nhất | Thứ hạng cao nhất | Doanh số                       | Chứng nhận    |
| Tựa đề     | Thông tin chi tiết                                                                                 | KOR               | BEL (FL)          | JPN               | JPN Cmb.          | JPN Hot           | UK Dig.           | US                | US World          | Doanh số                       | Chứng nhận    |
| ---------- | -------------------------------------------------------------------------------------------------- | ----------------- | ----------------- | ----------------- | ----------------- | ----------------- | ----------------- | ----------------- | ----------------- | ------------------------------ | ------------- |
| Armageddon | - Phát hành: 27 tháng 5 năm 2024 - Hãng đĩa: SM, Virgin - Định dạng: CD, tải nhạc, phát trực tuyến | 2                 | 94                | 4                 | 3                 | 14                | 52                | 25                | 1                 | - KOR: 1,386,002 - JPN: 25,230 | - KMCA: Triệu |

## Đĩa mở rộng
| Tên                                                                                           | Chi tiết                                                                                               | Thứ hạng cao nhất | Thứ hạng cao nhất | Thứ hạng cao nhất | Thứ hạng cao nhất | Thứ hạng cao nhất | Thứ hạng cao nhất | Thứ hạng cao nhất | Thứ hạng cao nhất | Thứ hạng cao nhất | Thứ hạng cao nhất | Doanh thu                                                   | Chứng chỉ           |
| Tên                                                                                           | Chi tiết                                                                                               | KOR               | AUS               | BEL (FL)          | FRA               | HUN               | JPN               | JPN Hot           | POL               | US                | US World          | Doanh thu                                                   | Chứng chỉ           |
| --------------------------------------------------------------------------------------------- | --- | ----------------- | ----------------- | ----------------- | ----------------- | ----------------- | ----------------- | ----------------- | ----------------- | ----------------- | ----------------- | ----------------------------------------------------------- | ------------------- |
| Savage                                                                                        | - Phát hành: 5 tháng 11 năm 2021 - Hãng đĩa: SM - Định dạng: CD, tải nhạc, phát trực tuyến             | 1                 | —                 | 193               | —                 | —                 | 7                 | 18                | —                 | 20                | 1                 | - KOR: 791,913 - JPN: 28,368 (phy.) - US: 17,500            | - KMCA: 3× Bạch kim |
| Girls                                                                                         | - Phát hành: 8 tháng 7 năm 2022 - Hãng đĩa: SM, Warner - Định dạng: CD, tải nhạc, phát trực tuyến      | 1                 | 55                | 89                | 79                | 4                 | 3                 | 2                 | 40                | 3                 | 1                 | - KOR: 1,847,776 - JPN: 66,623 - US: 71,000                 | - KMCA: Triệu       |
| My World                                                                                      | - Phát hành: 8 tháng 5 năm 2023 - Hãng đĩa: SM, Warner - Định dạng: CD, tải nhạc, phát trực tuyến, SMC | 1                 | 67                | —                 | 26                | 30                | 3                 | 3                 | 13                | 9                 | 1                 | - WW: 2,100,000 - KOR: 2,144,573 - JPN: 53,442 - US: 39,000 | - KMCA: 2× Triệu    |
| Drama                                                                                         | - Phát hành: 10 tháng 11 năm 2023 - Hãng đĩa: SM, Warner - Định dạng: CD, tải nhạc, phát trực tuyến    | 3                 | —                 | —                 | 30                | 19                | 5                 | 5                 | 28                | 33                | 2                 | - WW: 1,500,000 - KOR: 1,303,919 - JPN: 28,973              | - KMCA: Triệu       |
| Whiplash                                                                                      | - Phát hành: 21 tháng 10 năm 2024 - Hãng đĩa: SM, Warner - Định dạng: CD, tải nhạc, phát trực tuyến    | 1                 | —                 | 77                | 10                | 79                | —                 | 4                 | —                 | 50                | 2                 | - WW: 1,300,000 - KOR: 1,133,467 - JPN: 34,899              | - KMCA: Triệu       |
| "—" biểu thị các bản phát hành không có bảng xếp hạng hoặc không được phát hành ở khu vực đó. | |                   |                   |                   |                   |                   |                   |                   |                   |                   |                   |                                                             |                     |

## Đĩa đơn
| Tên | Năm       | Thứ hạng cao nhất | Thứ hạng cao nhất | Thứ hạng cao nhất | Thứ hạng cao nhất | Thứ hạng cao nhất | Thứ hạng cao nhất | Thứ hạng cao nhất | Thứ hạng cao nhất | Thứ hạng cao nhất | Thứ hạng cao nhất | Doanh số            | Chứng nhận                                   | Album                             |
| Tên | Năm       | KOR               | KOR Billb.        | JPN Cmb.          | JPN Hot           | MLY               | NZ Hot            | SGP               | VIE               | US World          | WW                | Doanh số            | Chứng nhận                                   | Album                             |
| Tiếng Hàn | Tiếng Hàn | Tiếng Hàn         | Tiếng Hàn         | Tiếng Hàn         | Tiếng Hàn         | Tiếng Hàn         | Tiếng Hàn         | Tiếng Hàn         | Tiếng Hàn         | Tiếng Hàn         | Tiếng Hàn         | Tiếng Hàn           | Tiếng Hàn                                    | Tiếng Hàn                         |
| --- | --------- | ----------------- | ----------------- | ----------------- | ----------------- | ----------------- | ----------------- | ----------------- | ----------------- | ----------------- | ----------------- | ------------------- | -------------------------------------------- | --------------------------------- |
| "Black Mamba" | 2020      | 49                | 21                | —                 | —                 | 14                | 37                | 13                | —                 | 5                 | 138               | - WW: 3,000         | - RIAJ: Vàng (st.)                           | Đĩa đơn không nằm trong album     |
| "Forever" (약속) | 2021      | —                 | —                 | —                 | —                 | —                 | —                 | —                 | —                 | 11                | —                 | —                   | —                                            | Đĩa đơn không nằm trong album     |
| "Next Level" | 2021      | 2                 | 2                 | —                 | 77                | —                 | —                 | 23                | —                 | 3                 | 65                | —                   | - KMCA: 2× Bạch kim (st.) - RIAJ: Vàng (st.) | Đĩa đơn không nằm trong album     |
| "Savage" | 2021      | 2                 | 2                 | —                 | 60                | 14                | —                 | 14                | —                 | 13                | 39                | —                   | - KMCA: Bạch kim (st.) - RIAJ: Vàng (st.)    | Savage                            |
| "Dreams Come True" | 2021      | 8                 | 5                 | —                 | —                 | —                 | —                 | —                 | 47                | 7                 | 197               | —                   | - RIAJ: Vàng (st.)                           | 2021 Winter SM Town: SMCU Express |
| "Girls" | 2022      | 8                 | 1                 | 35                | 30                | —                 | 23                | 13                | 8                 | 6                 | 42                | —                   | —                                            | Girls                             |
| "Beautiful Christmas" (hợp tác với Red Velvet)                                                                                   | 2022      | 113               | —                 | —                 | —                 | —                 | —                 | —                 | —                 | —                 | —                 | —                   | —                                            | 2022 Winter SM Town: SMCU Palace  |
| "Welcome to My World" (kết hợp với Naevis)                                                                                       | 2023      | 64                | —                 | —                 | —                 | —                 | —                 | —                 | 63                | —                 | —                 | —                   | —                                            | My World                          |
| "Spicy" | 2023      | 2                 | 2                 | —                 | 64                | —                 | 34                | 22                | 27                | 6                 | 70                | —                   | - RIAJ: Vàng (st.)                           | My World                          |
| "Drama" | 2023      | 2                 | —                 | 36                | 34                | 4                 | 15                | 7                 | 13                | 8                 | 38                | —                   | - RIAJ: Vàng (st.)                           | Drama                             |
| "Regret of the Times" (시대유감)                                                                                                 | 2024      | 120               | —                 | —                 | —                 | —                 | —                 | —                 | —                 | —                 | —                 | —                   | —                                            | Đĩa đơn không nằm trong album     |
| "Supernova" | 2024      | 1                 | 1                 | 24                | 25                | 5                 | 12                | 6                 | —                 | 5                 | 17                | - JPN: 1,338 (dig.) | —                                            | Armageddon                        |
| "Armageddon" | 2024      | 4                 | 3                 | —                 | 63                | 12                | 24                | 19                | —                 | —                 | 28                | —                   | —                                            | Armageddon                        |
| Tiếng Anh |           |                   |                   |                   |                   |                   |                   |                   |                   |                   |                   |                     |                                              |                                   |
| "Life's Too Short" | 2022      | 47                | 11                | —                 | 91                | —                 | —                 | —                 | 27                | —                 | 184               | N/A                 | N/A                                          | Girls                             |
| "Better Things" | 2023      | 50                | —                 | —                 | —                 | —                 | 24                | —                 | 63                | —                 | 175               | N/A                 | N/A                                          | Đĩa đơn không nằm trong album     |
| "—" biểu thị các bản phát hành không có bảng xếp hạng hoặc không được phát hành ở khu vực đó. N/A biểu thị dữ liệu không có sẵn. |           |                   |                   |                   |                   |                   |                   |                   |                   |                   |                   |                     |                                              |                                   |

## Đĩa đơn quảng bá
| Tên                                                                                           | Năm  | Thứ hạng cao nhất | Thứ hạng cao nhất | Thứ hạng cao nhất | Thứ hạng cao nhất | Thứ hạng cao nhất | Album                        |
| Tên                                                                                           | Năm  | KOR               | KOR Songs         | SGP               | VIE               | WW                | Album                        |
| --------------------------------------------------------------------------------------------- | ---- | ----------------- | ----------------- | ----------------- | ----------------- | ----------------- | ---------------------------- |
| "Illusion" (도깨비불)                                                                         | 2022 | 14                | 4                 | —                 | 39                | —                 | Girls                        |
| "Jingle Bell Rock"                                                                            | 2023 | 142               | —                 | —                 | —                 | —                 | Đĩa đơn quảng bá ngoài album |
| "—" biểu thị các bản phát hành không có bảng xếp hạng hoặc không được phát hành ở khu vực đó. |      |                   |                   |                   |                   |                   |                              |

## Nhạc phim
| Tên                                                                                           | Năm  | Thứ hạng cao nhất | Thứ hạng cao nhất | Thứ hạng cao nhất | Thứ hạng cao nhất | Album                                         |
| Tên                                                                                           | Năm  | KOR               | NZ Hot            | SGP               | VIE               | Album                                         |
| --------------------------------------------------------------------------------------------- | ---- | ----------------- | ----------------- | ----------------- | ----------------- | --------------------------------------------- |
| "Hold on Tight"                                                                               | 2023 | —                 | 32                | —                 | 30                | Tetris OST                                    |
| "We Go"                                                                                       | 2023 | —                 | —                 | —                 | —                 | Pokémon 2023 OST                              |
| "Zoom Zoom"                                                                                   | 2023 | —                 | —                 | —                 | —                 | Beyblade X OST                                |
| "Get Goin'"                                                                                   | 2024 | —                 | —                 | —                 | —                 | Fraggle Rock: Back to the Rock – Season 2 OST |
| "Die Trying" (cùng Tokimonsta)                                                                | 2024 | —                 | —                 | —                 | —                 | Rebel Moon: Songs of the Rebellion OST        |
| "—" biểu thị các bản phát hành không có bảng xếp hạng hoặc không được phát hành ở khu vực đó. |      |                   |                   |                   |                   |                                               |

## Bảng xếp hạng bài hát khác
| Tên                                                                                           | Năm  | Thứ hạng cao nhất | Thứ hạng cao nhất | Thứ hạng cao nhất | Album                                |
| Tên                                                                                           | Năm  | KOR               | KOR Songs         | VIE               | Album                                |
| --------------------------------------------------------------------------------------------- | ---- | ----------------- | ----------------- | ----------------- | ------------------------------------ |
| "Next Level" (Habstrakt Remix)                                                                | 2021 | —                 | —                 | —                 | iScreaM Vol. 10 : Next Level Remixes |
| "Aenergy"                                                                                     | 2021 | 117               | 82                | —                 | Savage                               |
| "I'll Make You Cry"                                                                           | 2021 | 154               | —                 | —                 | Savage                               |
| "Yeppi Yeppi"                                                                                 | 2021 | 115               | —                 | —                 | Savage                               |
| "Iconic"                                                                                      | 2021 | 152               | —                 | —                 | Savage                               |
| "Lucid Dream" (자각몽)                                                                        | 2021 | 141               | —                 | —                 | Savage                               |
| "Lingo"                                                                                       | 2022 | —                 | —                 | —                 | Girls                                |
| "Life's Too Short"                                                                            | 2022 | 190               | —                 | —                 | Girls                                |
| "ICU" (쉬어가도 돼)                                                                           | 2022 | —                 | —                 | —                 | Girls                                |
| "Girls" (Brllnt Remix)                                                                        | 2022 | —                 | —                 | —                 | iScreaM Vol.18 : Girls Remixes       |
| "Salty & Sweet"                                                                               | 2023 | 59                | —                 | —                 | My World                             |
| "Thirsty"                                                                                     | 2023 | 30                | —                 | 75                | My World                             |
| "I'm Unhappy"                                                                                 | 2023 | 108               | —                 | —                 | My World                             |
| "'Til We Meet Again"                                                                          | 2023 | 156               | —                 | —                 | My World                             |
| "Trick or Trick"                                                                              | 2023 | —                 | —                 | —                 | Drama                                |
| "Don't Blink"                                                                                 | 2023 | —                 | —                 | —                 | Drama                                |
| "Hot Air Balloon"                                                                             | 2023 | —                 | —                 | —                 | Drama                                |
| "YOLO"                                                                                        | 2023 | —                 | —                 | —                 | Drama                                |
| "You"                                                                                         | 2023 | —                 | —                 | —                 | Drama                                |
| "—" biểu thị các bản phát hành không có bảng xếp hạng hoặc không được phát hành ở khu vực đó. |      |                   |                   |                   |                                      |

## Khách mời
| Tên        | Năm  | Ca sĩ khác                  | Album         |
| ---------- | ---- | --------------------------- | ------------- |
| "Over You" | 2024 | Jacob Collier, Chris Martin | Djesse Vol. 4 |